# Nicolas Werth

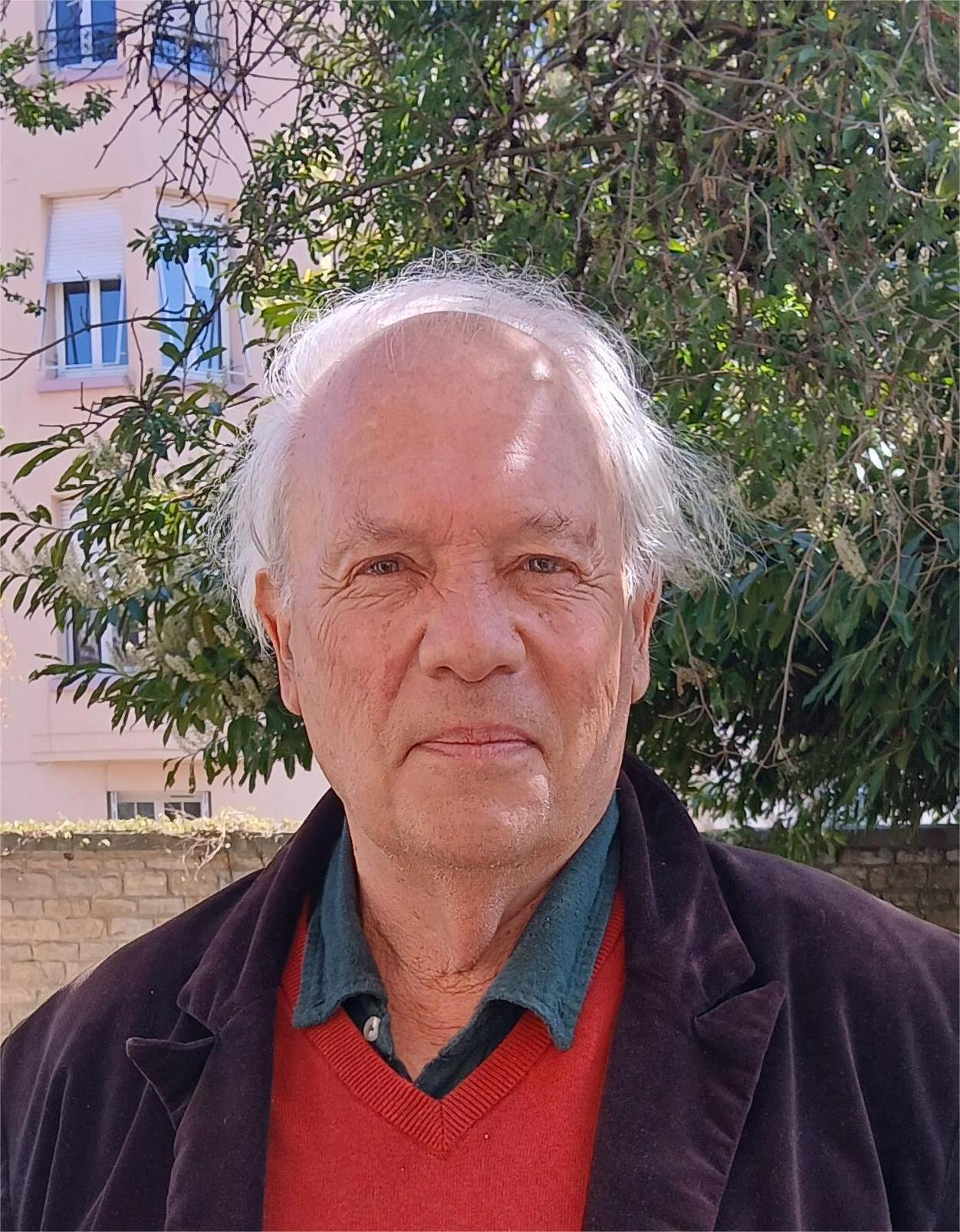
Nicolas Werth (2025)

Nicolas Werth (* 15. September 1950 in Paris) ist ein französischer Historiker, der als Spezialist für die Geschichte der Sowjetunion gilt. Er war Forschungsdirektor am Institut d’histoire du temps présent, das zum Centre national de la recherche scientifique (CNRS) gehört.

## Leben
Werths Vorfahren waren Deutschbalten aus Riga, die sich im 19. Jahrhundert in St. Petersburg niedergelassen hatten. Sein Großvater war nach der Oktoberrevolution 1917 nach Schottland geflohen. Sein Vater war der britische Journalist Alexander Werth, der sich während des Zweiten Weltkriegs als Korrespondent der BBC in der Sowjetunion aufgehalten hatte.
Nach der Vorbereitungsklasse am Pariser Lycée Henri IV studierte Nicolas Werth ab 1970 an der École normale supérieure de Saint-Cloud. Nach einem Studienaufenthalt in Leningrad (1971/72) bestand er 1973 die Agrégation (Aufnahme in das höhere Lehramt) im Fach Geschichte. Er war zwei Jahre Lektor am Fremdspracheninstitut in Minsk, wo er gleichzeitig Archivrecherchen für seine Dissertation machte, die er jedoch abbrach. Danach lehrte er an einem Collège in Frankreich und am französischen Lycée in New York City. 1978/79 war er Gastwissenschaftler an der Columbia University in New York, von 1980 bis 1983 Lektor an der Universität Moskau. Während der Perestroika war Werth von 1985/86 bis 1989 Kulturattaché bei der französischen Botschaft in Moskau.
Werth beschäftigt sich seit seinem ersten Buch (Être communiste en URSS sous Staline, Gallimard, 1981) mit der Geschichte der Sowjetunion. Er interessiert sich besonders für die Sozialgeschichte der Sowjetunion im Zeitraum von 1920 bis zum Beginn des Deutsch-Sowjetischen Krieges (1941). Hier interessiert ihn insbesondere das Verhältnis von Staat und Gesellschaft, beispielsweise staatliche Übergriffe und gesellschaftlicher Widerstand. Ab 1989 arbeitete er als hauptberuflicher Forscher beim CNRS.

## Werk
Werth betreibt seine Forschung unter anderem mit dem Ziel, die Spaltung der „totalitaristischen“ und der „revisionistischen“ Schulen zu überwinden, deren Kontroversen lange die Historiographie zur sowjetischen Geschichte prägten. Werth sieht sie nach dem Zusammenbruch der Sowjetunion und der Öffnung der Archive als überholt an. Er bereicherte mit seinen Nachforschungen nicht nur die Erkenntnisse der westlichen Sowjetologie, sondern auch die Arbeit seiner russischen Kollegen (Russisch ist seine Muttersprache). Wegen seiner Verbundenheit mit der Sozialgeschichte, die „lange die arme Verwandte einer auf die Politik fixierten Sowjetologie“ war, sah er sich jedoch eher auf der Seite der „revisionistischen“ Historiker. Er erklärte im Widerspruch zu manchen anderen Historikern, die die totalitäre Kontrolle der sowjetischen Gesellschaft für effektiv hielten, dass die Berichte der politischen Polizei nur „die Verzerrung zwischen der gewollten Realität und der tatsächlichen Realität“ aufdecken.
Als Autor des Abschnitts im Schwarzbuch des Kommunismus, der sich der Russischen Sowjetrepublik und der UdSSR widmet, distanzierte er sich öffentlich von der Vorstellung, die Stéphane Courtois im Vorwort des Schwarzbuchs formulierte und die behauptete, der Kommunismus an sich rufe Verbrechen hervor. Er hat gleichermaßen falsche Zahlen und „ein Abgleiten der reinen Politikgeschichte“ in dieser Veröffentlichung angeprangert. 2006 veröffentlichte Werth eine Monographie über die Tragödie von Nasino (L’Île aux cannibales. 1933. Une déportation-abandon en Sibérie). Im Jahr 2009 veröffentlichte er eine Monographie zum Großen Terror (L’Ivrogne et la marchande de fleurs. Autopsie d’un meurtre de masse, 1937–1938).
Nicolas Werth nimmt seit 1997 am Seminar „Histoire soviétique: sources et méthodes“ (dt.: Sowjetische Geschichte: Quellen und Methoden) unter der Leitung von Wladimir Berelowitsch teil. Außerdem ist er Mitglied des Komitees der Redaktion der geschichtswissenschaftlichen Zeitschriften Vingtième Siècle. Revue d’histoire und Cahiers du monde russe.

## Veröffentlichungen (Auswahl)
- Être communiste en U.R.S.S. sous Staline (= Collection Archives. Vol. 89). Gallimard/Julliard, Paris 1981, ISBN 2-07-026327-4.
- La Vie quotidienne des paysans russes de la Révolution à la collectivisation. (1917–1939). Hachette, Paris 1984 (La vie quotidienne), ISBN 2-01-008678-3.
- Les Procès de Moscou. (1936–1938) (= La Mémoire du Siècle. Vol. 48). Éditions Complexe, Bruxelles 1987, ISBN 2-87027-211-1 (Nouvelle édition revue et augmentée. Ebenda 2006, ISBN 2-8048-0101-2).
- Histoire de l’Union soviétique. De l’Empire russe à l’Union soviétique. 1900–1990 (= Thémis. Histoire). Presses universitaires de France, Paris 1990, ISBN 2-13-043572-6 (6., édition mise à jour: De l’Empire russe à la Communauté des États indépendants. 1900–1991 (= Thémis. Histoire). Ebenda 2008, ISBN 978-2-13-056120-0).
- Une source inédite. Les svodki de la Tchéka-OGPU. In: Revue des Études Slaves. Vol. 66, Nr. 1, 1994, ISSN 0080-2557, S. 17–27.
- mit Gaël Moullec: Rapports secrets soviétiques. La société russe dans les rapports confidentiels, 1921–1991. Gallimard, Paris 1994, ISBN 2-07-073239-8.
- Histoire de l’Union soviétique de Lénine à Staline. (1917–1953) (= Que sais-je? 2963). Presses Universitaires de France, Paris 1995, ISBN 2-13-046983-3.
- Histoire de l’Union soviétique de Khrouchtchev à Gorbatchev. (1953–1991) (= Que sais-je? 3038). Presses Universitaires de France, Paris 1995, ISBN 2-13-047332-6.
- 1917. La Russie en Révolution (= Découvertes Gallimard 327 Histoire). Gallimard, Paris 1997, ISBN 2-07-053415-4.
- Un État contre son peuple. Violences, répressions, terreurs en URSS de 1917 à 1953. In: Stéphane Courtois u. a. (Hrsg.): Le Livre noir du communisme. Crimes, terreur, répression. Robert Laffont, Paris 1998, ISBN 2-221-08861-1, S. 45–313.
- L’Île aux cannibales. 1933. Une déportation-abandon en Sibérie. Perrin, Paris 2006, ISBN 2-262-02434-0 (in deutscher Sprache: Die Insel der Kannibalen. Stalins vergessener Gulag. Aus dem Französischen von Enrico Heinemann und Norbert Juraschitz. Siedler, München 2006, ISBN 3-88680-853-X).
- Les enjeux politiques et sociaux du „dégel“. In: Stéphane Courtois (Hrsg.): Le jour se lève. L’héritage du totalitarisme en Europe, 1953–2005. Éditions du Rocher, Monaco 2006, ISBN 2-268-05701-1, S. 121–145, 450–456 Anmerkungen.
- Der Gulag im Prisma der Archive. Zugänge, Erkenntnisse, Ergebnisse. In: Osteuropa. Bd. 57, Nr. 6, 2007, ISSN 0030-6428, S. 9–30.
- La Terreur et le désarroi. Staline et son système. Perrin, Paris 2007, ISBN 978-2-262-02462-8.
- Les années Staline. Photographies collectées par Mark Grosset. Texte de Nicolas Werth. Chêne, Paris 2007, ISBN 978-2-84277-547-6 (in deutscher Sprache: Die Ära Stalin. Leben in einer totalitären Gesellschaft. Aus dem Französischen übersetzt von Enrico Heinemann. Theiss, Stuttgart 2008, ISBN 978-3-8062-2185-5).
- L’Ivrogne et la marchande de fleurs. Autopsie d’un meurtre de masse. 1937–1938. Tallandier, Paris 2009, ISBN 978-2-84734-573-5.
- Le cimetière de l’espérance. Essais sur l’histoire de l’Union soviétique 1914-1991. Perrin, Paris 2019, 476 p. ISBN 978-2-262-07879-9. Die zwischen 1981 und 2016 in der französischen Zeitschrift L'Histoire veröffentlichten Kapitel des Buches wurden für die vorliegende Ausgabe vom Autor durchgesehen, korrigiert und gegebenenfalls erweitert.